# Trechispora
Trechispora es un género de hongos perteneciente a la familia Hydnodontaceae.

## Especies
- Trechispora alnicola
- Trechispora amianthina
- Trechispora antipus
- Trechispora araneosa
- Trechispora bispora
- Trechispora brasiliensis
- Trechispora brassicicola
- Trechispora byssinella
- Trechispora canariensis
- Trechispora candidissima
- Trechispora caucasica
- Trechispora clancularis
- Trechispora cohaerens
- Trechispora dimitica
- Trechispora donkii
- Trechispora elongata
- Trechispora farinacea
- Trechispora fastidiosa
- Trechispora gillesii
- Trechispora gloeospora
- Trechispora granulifera
- Trechispora hymenocystis
- Trechispora incisa
- Trechispora invisitata
- Trechispora kavinioides
- Trechispora laevis
- Trechispora microspora
- Trechispora minima
- Trechispora minuta
- Trechispora mollusca
- Trechispora mutabilis
- Trechispora nivea
- Trechispora onusta
- Trechispora petrophila
- Trechispora polygonospora
- Trechispora praefocata
- Trechispora regularis
- Trechispora rigida
- Trechispora sphaerocystis
- Trechispora sphaerospora
- Trechispora stellulata
- Trechispora stevensonii
- Trechispora subhelvetica
- Trechispora subsphaerospora
- Trechispora tenuicula
- Trechispora trigonospora
- Trechispora variseptata
- Trechispora verruculosa